# ستيفاني ماكنزي
ستيفاني ماكنزي (بالإنجليزية: Stephanie McKenzie) هي دراجة نيوزيلندية، ولدت في 15 فبراير 1993 في أوكلاند في نيوزيلندا.

## وصلات خارجية
- ستيفاني ماكنزي على موقع أرشيف الدراجات (الإنجليزية)
- ستيفاني ماكنزي على موقع اللجنة الأولمبية النيوزيلندية (الإنجليزية)
- ستيفاني ماكنزي على موقع اتحاد ألعاب الكومنولث (مؤرشف) (الإنجليزية)